# Адамув (Мінський повіт)
Адамув (пол. Adamów) — село в Польщі, у гміні Добре Мінського повіту Мазовецького воєводства.
Населення — 70 осіб (2011).
У 1975-1998 роках село належало до Седлецького воєводства.

## Демографія
Демографічна структура станом на 31 березня 2011 року:
|          | Загалом | Допрацездатний вік | Працездатний вік | Постпрацездатний вік |
| -------- | ------- | ------------------ | ---------------- | -------------------- |
| Чоловіки | 44      | 9                  | 29               | 6                    |
| Жінки    | 26      | 5                  | 13               | 8                    |
| Разом    | 70      | 14                 | 42               | 14                   |